# Une journée avec
Pour plus de détails, voir Fiche technique et Distribution.
Une journée avec est un film documentaire réalisé par dix Africains dont Sani Elhadj Magori, Siradji M. Bakabé, Ndéye Souna Dièye, Simplice Ganou, Kidy Aïcha Macky, Mamounata Nikiema, Idi Nouhou, Mame Woury Thioubou et Awa Traoré, sorti en 2011,.

## Fiche technique
- Titre français : Une journée avec[3]
- Réalisateurs : Sani Elhadj Magori (Sénégal)
Siradji M. Bakabé 
Ndéye Souna Dièye (Sénégal)
Simplice Ganou (Burkina Faso)
Kidy Aïcha Macky 
Mamounata Nikiema (Burkina Faso)
Idi Nouhou 
Mame Woury Thioubou 
Awa Traoré (Mali)
- Genre : Documentaire
- Durée : 130 minutes
- Sortie : 11 novembre 2011